# Chaetodon baronessa
Poisson-papillon baron
Espèce
Synonymes
- Chaetodon barronessa Cuvier, 1829

Statut de conservation UICN

 LC  : Préoccupation mineure
Chaetodon baronessa, communément nommé Poisson-papillon baron, est une espèce de poissons marins de la famille des Chaetodontidae.
Le Poisson-papillon baron est présent dans les eaux tropicales du centre de l'Indo/ouest Pacifique.
Sa taille maximale est de 16 cm.

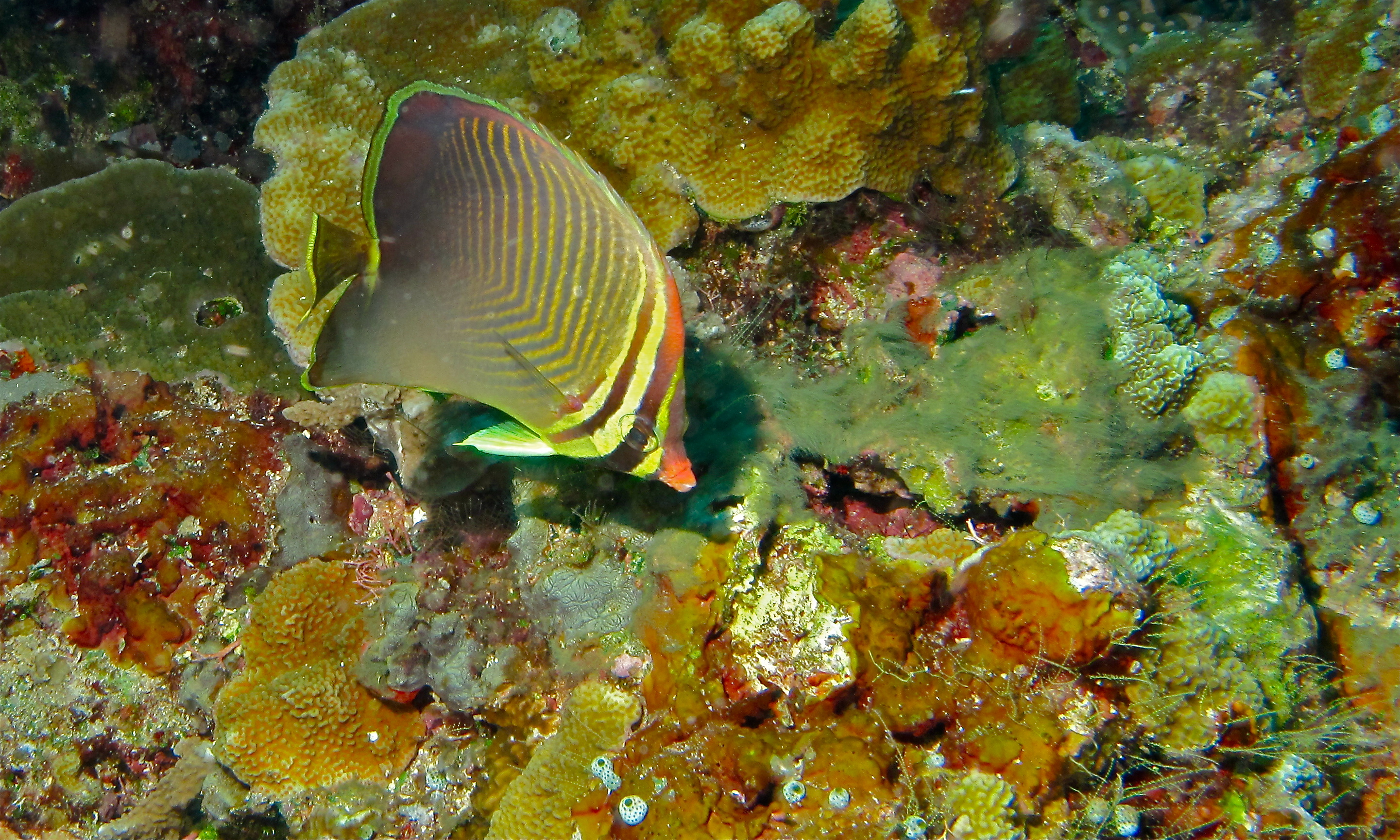
Chaetodon baronessa (Sulawesi, Indonésie)